# Cannaphila
Cannaphila es un género de libélulas de la familia Libellulidae. 
Las especies incluidas en el género son:
- Cannaphila insularis Kirby, 1889
- Cannaphila mortoni Donnelly, 1992
- Cannaphila vibex Hagen, 1861